# بيتر أدلر البيرتي
بيتر أدلر البيرتي (10 يونيو 1851 م - 14 يونيو 1932 م) (بالدنماركية Peter Adler Alberti) هو سياسي ومحامي دنماركي ولد في كوبنهاغن. شغل البيرتي منصب وزير العدل في الدنمارك مابين عامي 1901 إلى عام 1908 كما شغل البيرتي منصب وزير الشؤون الإيسلندية مابين عامي 1901 إلى عام 1904 .